# 密西沙加红狼队
密西沙加红狼队（Mississauga Red Wolves） 是新美国篮球协会(ABA)的一支球队，球队位于安大略省的密西沙加。
球队在2005-2006赛季时宣布成为多伦多地区的一支联盟扩展球队，随后选择了临近的密西沙加作为球队的主场。球队的主体育馆为好时中心。